# Jamie Lynn Spears
Jamie Lynn Spears (n. 4 aprilie 1991, McComb⁠(d), Mississippi, SUA) este o actriță și cântăreață americană. Între anii 2005-2008, a jucat rolul lui Zoey Brooks în sitcomul american pentru adolescenți Zoey 101⁠(d), produs de Nickelodeon. Ea este sora mai mică al lui Britney Spears.
Începând din decembrie 2007, Jamie Lynn Spears a fost subiectul unei controverse în mass-media după ce a anunțat că este însărcinată (la vârsta de 16 ani). A apărut și zvonul că acest lucru a dus la anularea serialului Zoey 101. Filmările pentru ultimul sezon al acestui serial s-au încheiat în august 2007, dar premiera a avut loc în anul următor. După ce a născut, în 2008, ea a încetat să mai joace și să înregistreze albume muzicale timp de o jumătate de deceniu.
Jamie Lynn Spears s-a întors în showbizz, după o pauză de cinci ani, în 2013, lansându-și single-ul de debut „How Could I Want More” de pe viitorul ei album de debut în muzica country, The Journey (2014).
În 2016, ea a lansat un documentar Jamie Lynn Spears: When the Lights Go Out, reflectând controversele legate de sarcina ei din adolescență și prezentând cariera ei în muzica country după ce „și-a dat seama că adevărata ei chemare era muzica”, precum și viața ei personală ca soție și mamă. În 2019, s-a anunțat că Jamie Lynn Spears va reveni la actorie și o va interpreta pe Noreen Fitzgibbons în serialul dramă romantic Sweet Magnolias de la Netflix (2020-prezent).

## Biografie
Jamie Lynn Spears s-a născut în McComb⁠(d), Mississippi, și a crescut în Kentwood⁠(d), Louisiana, părinții ei fiind James și Lynne Spears. Are un frate (Bryan) și o soră (Britney), mai mari decât ea.
Jamie Lynn a studiat la școala Parklane Academy din McComb, unde a fost majoretă și conducător de joc al echipei de baschet feminin a școlii. Ea a studiat cu profesori particulari la Los Angeles, în timpul filmărilor la serialul Zoey 101⁠(d), terminându-și studiile prin corespondență online și primind diploma GED⁠(d) în februarie 2008 prin Centrul de educație pentru adulți din sistemul școlar al parohiei Tangipahoa.
Spears este romano-catolică, de la convertirea ei la începutul anului 2018, la fel ca și mama ei, Lynne.

### Sarcina din adolescență
La 20 decembrie 2007, într-un interviu pentru OK! Magazine, Jamie Lynn Spears a anunțat că este însărcinată cu fostul ei iubit, Casey Aldridge. Avea doar 16 ani atunci, iar Aldridge, cu care se întâlnea de doi ani, avea 18 ani. În martie 2008, Jamie Lynn și-a confirmat logodna cu Casey Aldridge. În mai 2008, cuplul s-a mutat în Liberty, Mississippi, unde și-a cumpărat o casă, Spears afirmând că își vor crește copilul acolo. Jamie Lynn a născut-o pe fiica sa Maddie Briann Aldridge pe 19 iunie 2008, în McComb, Mississippi. Spears și Aldridge și-au anulat logodna în martie 2009,   iar Spears s-a mutat în decembrie 2009. Spears și Aldridge s-au împăcat în august 2010,  dar și-au încheiat relația a doua oară în noiembrie 2010.  
Anunțul sarcinii lui Jamie Lynn Spears a generat controverse, criticile concentrându-se pe povestea despre care se pretinde că înfățișează sarcina la adolescență. Unii adolescenți au fost dezamăgiți de contrastul dintre personalitatea de pe ecran a lui Spears ca „fată bună” și sarcina ei din viața reală la adolescență. Pe 4 iunie 2008, în timp ce se afla în Comitatul Amite, Mississippi, familia Spears a depus o plângere împotriva lui Edwin Merrino, un paparazzo care, credeau ei, urmărea cuplul. Merrino a negat acuzația. El a fost eliberat mai târziu în ziua după depunerea cauțiunii. După nașterea fiicei sale, Jamie Lynn Spears a dispărut din ochii publicului timp de cinci ani, concentrându-se pe creșterea copilului ei.

### Căsătoria și familia
Ulterior, Jamie Lynn Spears a început o relație cu Jamie Watson, un om de afaceri, proprietarul serviciului de comunicații Advanced Media Partners. După doi ani de întâlniri, ei și-au anunțat logodna în martie 2013. Cei doi s-au căsătorit pe 14 martie 2014, în New Orleans. Pe 11 aprilie 2018, Jamie Lynn a născut-o pe a doua ei fiică.

### Cearta cu Britney Spears
În 2021, Jamie Lynn și sora ei, Britney Spears, au fost implicate într-o ceartă foarte mediatizată prin intermediul rețelelor sociale. Britney a acuzat-o în mod public pe Jamie Lynn că a fost implicată în mod activ și cu bună știință în problema tutelei ei, fără a depune eforturi pentru a o ajuta ca această tutelă să înceteze. Jamie Lynn a negat acuzațiile și a susținut că nu cunoștea detaliile tutelei. Surorile nu au mai fost în legătură de atunci, iar Britney a amenințat cu acțiuni legale împotriva lui Jamie Lynn, după ce aceasta din urmă a vorbit pe larg despre Britney atât în cartea ei, cât și în următorul turneul promoțional.

### Imaginea publică
Jamie Lynn Spears a fost prezentată în mai multe bloguri și reviste de modă, cum ar fi Nylon, Seventeen, Teen Vogue, CosmoGirl, Teen People, Teen, Girls' Life, Mizz și Nickelodeon Magazine. Jamie Lynn a apărut în numeroase reclame televizate sau tipărite de-a lungul carierei sale. A apărut în reclame de televiziune pentru eKara, Pepsi și Clorox Bleach. În 2018, ea a apărut într-o campanie de publicitate pentru Kraft Foods, împreună cu fiica ei, Maddie.

## Carieră

### 2002–2008: Începutul carierei și succesul cuZoey 101
În februarie 2002, Jamie Lynn Spears și-a făcut debutul în actorie în filmul Crossroads⁠(d), produs de Paramount Pictures, în care rolul principal (Lucy Wagner) era interpretat de sora ei, Britney Spears. Jamie Lynn a avut un rol cameo, interpretând versiunea mai tânără a personajului Lucy Wagner.
După Crossroads, canalul de televiziune Nickelodeon a ales-o pe Jamie Lynn în distribuția celui de-al optulea sezon al serialului de comedie All That. Ea a interpretat diferite roluri în cele două sezoane în care a apărut, printre care și pe ea însăși. Modul în care a interpretat rolurile din acest serial a primit recenzii pozitive din partea criticilor.
În august 2004, Jamie Lynn Spears a semnat un contract cu Nickelodeon, prin care devenea protagonista propriului ei serial de televiziune, intitulat Zoey 101⁠(d), ea interpretând rolul Zoey Brooks. Serialul era centrat pe Zoey și prietenii ei, care merg la o școală-internat fictivă, Pacific Coast Academy (PCA). Jamie Lynn a înregistrat și piesa muzicală tematică a serialului, intitulată „Follow Me”, care a fost scrisă de sora ei, Britney Spears. Filmat la Universitatea Pepperdine din Malibu, California, serialul a avut premiera pe 9 ianuarie 2005. Jamie Lynn Spears a câștigat premiile Young Artist Award și Nickelodeon Kids' Choice Awards pentru interpretarea ei din acest serial. Ultimul episod al serialului, „PCA Confidential”, a fost difuzat pe 2 mai 2008. La scurt timp, compania Nickelodeon a dat publicității un comunicat de presă prin care confirma faptul că Jamie Lynn Spears este însărcinată la vârsta de 16 ani și că rețeaua TV respectă decizia lui Jamie Lynn de a-și asuma responsabilitatea, menționând că preocuparea ei principală este starea ei de sănătate.
În decembrie 2007, revistă săptămânală de divertisment Variety a anunțat că Jamie Lynn Spears a semnat pentru a apărea în serialul de comedie ABC Miss Guided, în care a jucat rolul elevei de liceu Mandy Fener în episodul „Hot Sub”, difuzat la 20 martie 2008. În același an, Jamie Lynn a dublat personajul Goldilocks din filmul de animație Unstable Fables: Goldilocks & 3 Bears Show, a treia și ultima parte a trilogiei Unstable Fables⁠(d). 

### 2011–2017: Debutul în muzica country și accidentul cu ATV

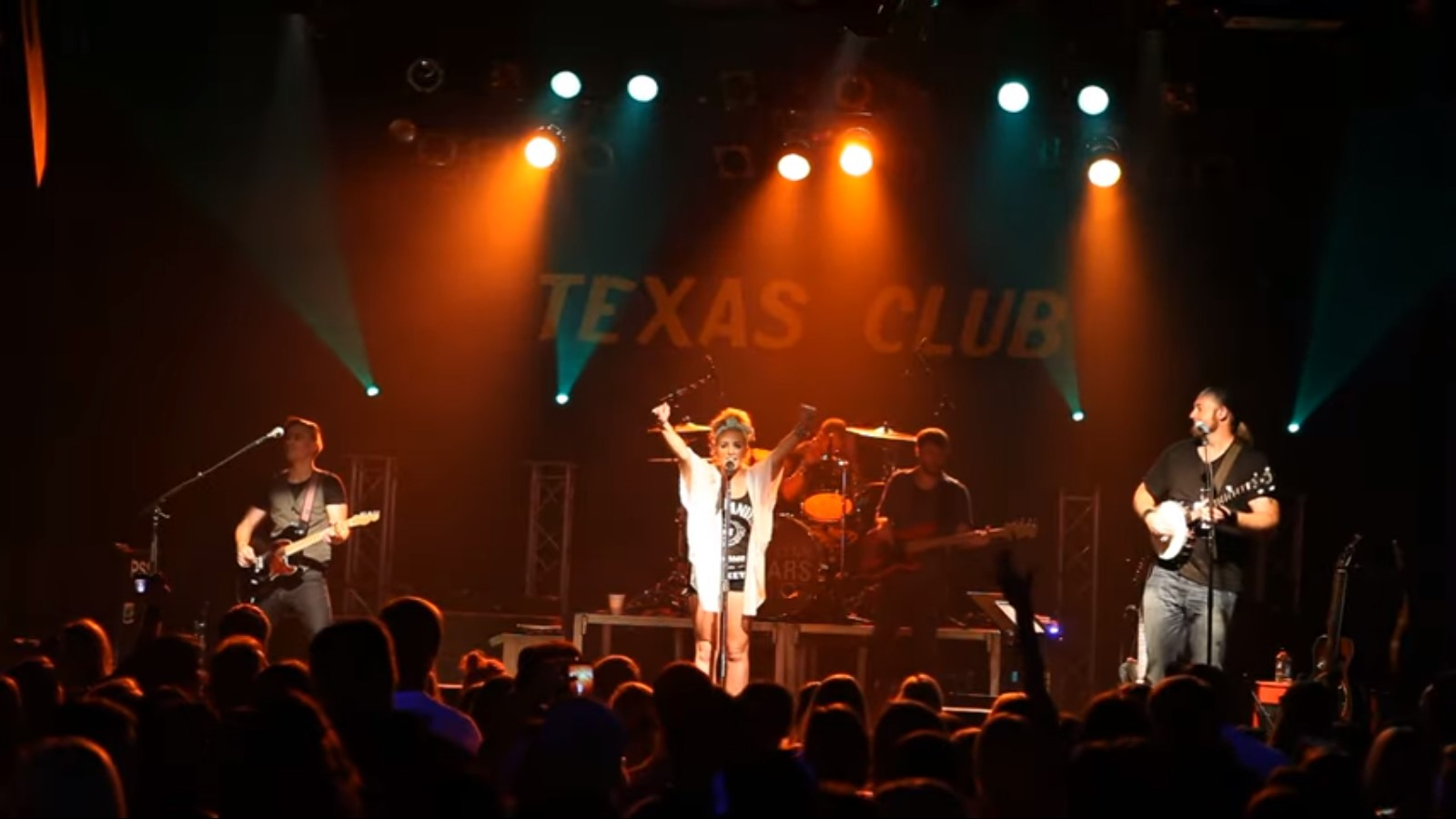
Jamie Lynn Spears
concertând la The Texas Club în 2014

În 2011, Jamie Lynn Spears s-a mutat la Nashville, Tennessee, împreună cu fiica ei Maddie, și a început să lucreze la înregistrarea unui album de muzică country cu producători de muzică locali. Pe 7 noiembrie 2011, ea a susținut un mic concert la Rutledge din Nashville, în care a interpretat o serie de cântece originale.
Pe 25 noiembrie 2013, Jamie Lynn a lansat primul ei single „How Could I Want More” de pe viitorul ei album de debut. Piesa a debutat pe locul 29 la Billboard's Hot Country Songs și pe locul 8 în topul Country Digital Songs, pentru săptămâna care s-a încheiat pe 7 decembrie 2013. Kevin Rutherford de la Billboard a descris performanța lui Spears ca fiind „dulce și inocentă”, dar puternică și a sugerat că melodia se va potrivi perfect în emisiunile de radio country. Jamie Lynn a apărut și pe al optulea album de studio al surorii ei mai mari, Britney Spears, în piesa „Chillin’ with You”.
Pe 27 mai 2014, Jamie Lynn Spears a lansat EP-ul numit The Journey. Acest EP a ajuns pe locul 5 în clasamentul albumelor Billboard Heatseekers și pe locul 24 în Top Country Albums.
La 15 martie 2016, Jamie Lynn a cântat la Grand Ole Opry din Nashville. Ea a fost prezentată de Britney și Bryan Spears, care au avut apariții surpriză în acest spectacol. Jamie Lynn Spears a lansat cel de-al doilea single al ei, Sleepover, la 24 iunie 2016. Ea a descris cântecul ca fiind „tânăr, cochet și plin de putere”.
Jamie Lynn Spears și fiica ei în vârstă de opt ani, Maddie, au fost implicate într-un accident cu un ATV de tip Polaris, care a avut loc la 5 februarie 2017 pe proprietatea tatălui ei vitreg și a mamei ei din Louisiana. ATV-ul s-a răsturnat în iazul de acolo, Jamie Lynn și fiica ei fiind aproape să se înece. După ce au fost scoase din apă, cele două au fost transportate cu avionul la Spitalul de Copii din New Orleans, de unde au fost externate pe 10 februarie. Poliția a raportat că incidentul a avut loc înainte de ora 15:00, într-o duminică după-amiază, când Jamie Lynn a luat „un viraj foarte rapid pentru a evita trecerea peste un șanț de drenaj din apropiere. Făcând acest lucru, ea a făcut ca ATV-ul să intre în iaz, cele două ocupante ale acestuia scufundându-se instantaneu în apa foarte rece”.

### 2019-prezent: revenirea la actoria de televiziune și scrierea autobiografiei

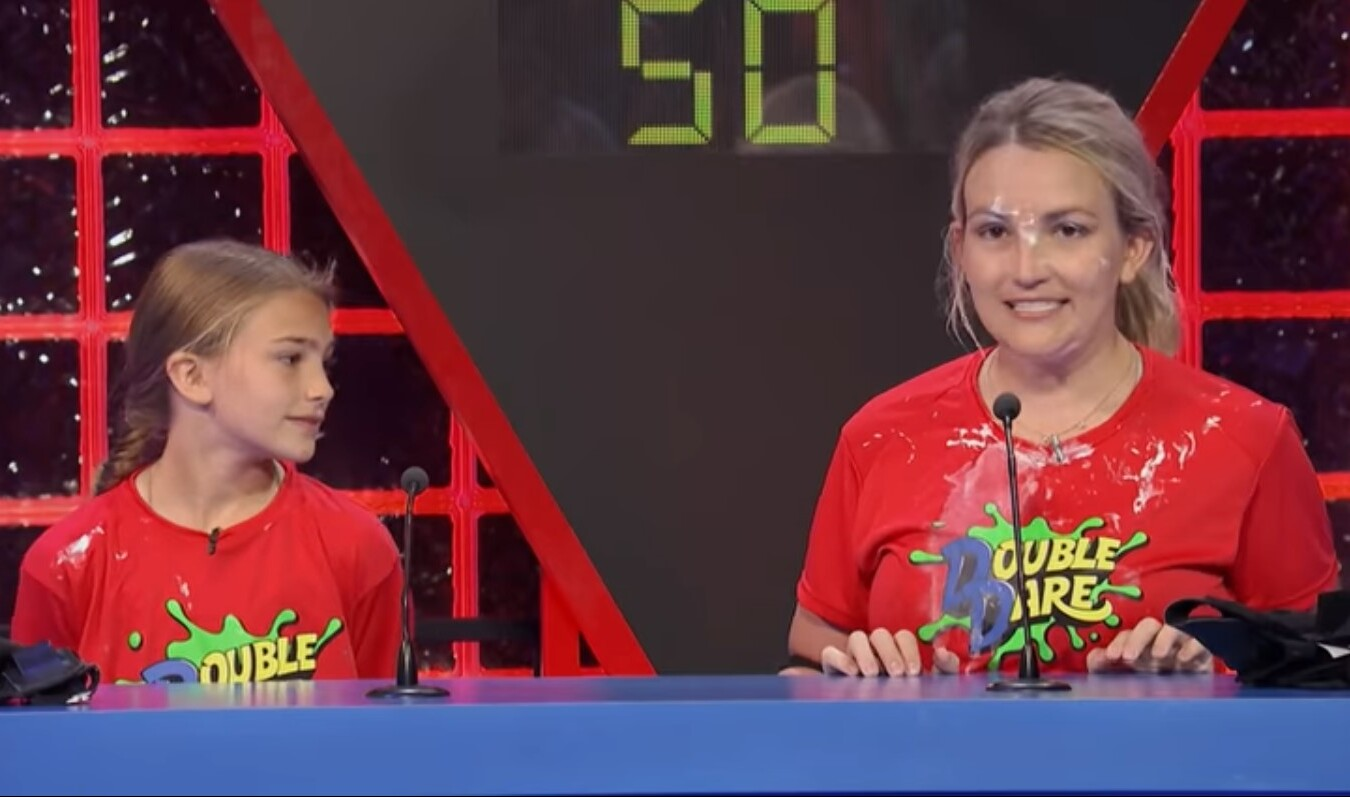
Jamie Lynn Spears și fiica ei, Maddie, la jocul TV Double Dare, în 2018

În iulie 2019, Netflix a anunțat că Jamie Lynn Spears a fost distribuită în serialul dramă-romantic Sweet Magnolias, care se bazează pe seria de romane a lui Sherryl Woods. Ea a jucat rolul unei tinere numite Noreen Fitzgibbons, care lucrează ca asistentă și vrea să-și construiască o viață nouă după ce a făcut alegeri proaste. În noiembrie 2019, publicația Teen Vogue a scris că Jamie Lynn  s-a alăturat distribuției unui nou serial de televiziune Nickelodeon, care reunește două dintre cele mai emblematice seriale ale canalului Nickelodeon din trecut: All That și Zoey 101⁠(d). În iulie 2020, actorii din distribuția serialului Zoey 101 s-a reunit într-un episod al celui de-al unsprezecelea sezon din All That. Jamie Lynn s-a jucat pe ea însăși și pe vechiul ei personaj din All That, Thelma Stump.
În timp ce lucrau la reluarea serialului Zoey 101, Jamie Lynn Spears și Chantel Jeffries au înregistrat o nouă versiune a piesei tematice a emisiunii „Follow Me”. În videoclipul acestei piese muzicale au apărut și JoJo Siwa, Dixie D'Amelio, Gigi Gorgeous, Eva Gutowski, Loren Gray, Lynne Spears, precum și Maddie Spears (fiica cea mare a lui Jamie Lynn).
În iulie 2021, Worthy Publishing, o filială a grupului Hachette, și-a anunțat intenția de a lansa o carte de memorii ale artistei, spunând: „Cartea lui Jamie Lynn Spears a fost scrisă în ultimele 12 luni și va permite lumii să asculte povestea ei, inspirată din propriile cuvinte, pentru prima dată”. O parte din veniturile realizate din vânzarea acestei cărți era planificată să fie donată organizației de sănătate mintală This Is My Brave, dar la 19 octombrie 2021, organizația respectivă a declarat că va refuza oferta din cauza reacției negative din partea publicului larg. 
Cartea de memorii, intitulată Things I Should Have Said, a fost lansată pe 18 ianuarie 2022. 
Revista Rolling Stone a recomandat cartea, dar cu unele rezerve, sublinind că Jamie Lynn a folosit aparent faptele foarte mediatizate ale surorii ei, Britney Spears, pentru a-și promova noua carte.

## Filmografie

### Film
| An   | Titlu                               | Rol                | Note      |
| ---- | ----------------------------------- | ------------------ | --------- |
| 2002 | Crossroads⁠(d)                       | Tânăra Lucy Wagner |           |
| 2008 | The Goldilocks and the 3 Bears Show | Goldilocks         | Rol vocal |

### Televiziune
| An              | Titlu                      | Rol                           | Note                                                 |
| --------------- | -------------------------- | ----------------------------- | ---------------------------------------------------- |
| 2002–2004; 2020 | All That                   | Diverse roluri                | Rolul principal: sezoanele 8-9; invitat: sezonul 11  |
| 2003            | Switched!                  | Ea însăși                     | Episodul: „Kyle și Danielle”                         |
| 2005            | Un weekend cu...           | Ea însăși                     | Episodul: „Jamie Lynn Spears”                        |
| 2005            | Britney and Kevin: Chaotic | Ea însăși                     | Episodul: „Veil of Secrecy”                          |
| 2005–2008       | Zoey 101⁠(d)                | Zoey Brooks                   | Rolul principal                                      |
| 2006            | Zoey 101: Spring Break-Up  | Zoey Brooks                   | Film de televiziune                                  |
| 2007            | Just Jordan                | Krya                          | Episodul: „Spelling Bees”                            |
| 2008            | Miss Guided                | Mandy Ferner                  | Episodul: „Hot Sub”                                  |
| 2013            | I Am Britney Jean          | Ea însăși                     | Film documentar                                      |
| 2015            | Ce a spus Zoey?            | Zoey Brooks                   | Scurt-metraj; Imagini de arhivă                      |
| 2016            | Când luminile se sting     | Ea însăși                     | Film documentar                                      |
| 2016            | The Talk⁠(d)                | Ea însăși / Co-gazdă invitată | Episodul: „Jamie Lynn Spears/Sela Ward/Frank Grillo” |
| 2018            | Double Dare                | Ea însăși / Concurent         | Episodul: „Team Server vs. Team Spears"              |
| 2020 – prezent  | Sweet Magnolias⁠(d)         | Noreen Fitzgibbons            | Serial TV                                            |
| 2020            | All That                   | Ea însăși                     | 1 episod                                             |

## Discografie

### Albume
| Titlu          | Detalii EP                                                                   | Poziții în top | Poziții în top | Poziții în top | Poziții în top |
| Titlu          | Detalii EP                                                                   | Billboard 200  | US Country     | US Heat        | US Indie       |
| -------------- | ---------------------------------------------------------------------------- | -------------- | -------------- | -------------- | -------------- |
| The Journey⁠(d) | - Lansare: 27 mai 2014 - Format: Digital download - Label: Sweet Jamie Music | 193            | 24             | 5              | 25             |

### Single-uri
| Titlu                               | An lansare | Poziții în top | Poziții în top | Poziții în top     | Poziții în top   | Poziții în top | Album          |
| Titlu                               | An lansare | US Bubbling    | US Country     | US Country Airplay | Canadian Hot 100 | UK Indie       | Album          |
| ----------------------------------- | ---------- | -------------- | -------------- | ------------------ | ---------------- | -------------- | -------------- |
| „How Could I Want More⁠(d)”          | 2013       | 18             | 29             | 55                 | 68               | 27             | The Journey⁠(d) |
| „Sleepover”                         | 2016       | —              | —              | —                  | —                | —              | Single         |
| „Follow Me” (cu Chantel Jeffries⁠(d) | 2020       | —              | —              | —                  | —                | —              | Single         |

### Videoclipuri muzicale
| Titlu                                  | An   | Regizor           |
| -------------------------------------- | ---- | ----------------- |
| How Could I Want More                  | 2013 | Matthew Underwood |
| Sleepover (sesiune acustică Nashville) | 2016 | Bryan Spears⁠(d)   |
| Follow Me                              | 2020 | Philip Andelman   |

## Premii și nominalizări
| An   | Organizație                           | Categorie                                                                      | Rol         | Rezultat     |
| ---- | ------------------------------------- | ------------------------------------------------------------------------------ | ----------- | ------------ |
| 2004 | Nickelodeon Kids' Choice Awards⁠(d)    | Cea mai bună actriță TV                                                        | All That    | Nominalizare |
| 2005 | Young Artist Awards                   | Cei mai buni tineri actori (împreună cu întreaga distribuție)                  | All That    | Nominalizare |
| 2005 | Premiile Teen Choice                  | Cel mai bun debut (feminin)                                                    | Zoey 101⁠(d) | Nominalizare |
| 2005 | Young Hollywood Awards                | Premiul „One to Watch” (feminin)                                               | Ea însăși   | Câștigat     |
| 2006 | Nickelodeon Kids' Choice Awards       | Cea mai bună actriță TV                                                        | Zoey 101    | Câștigat     |
| 2006 | Young Artist Awards                   | Cea mai bună interpretare într-un serial TV (împreună cu întreaga distribuție) | Zoey 101    | Câștigat     |
| 2007 | Nickelodeon Kids' Choice Awards       | Cea mai bună actriță TV                                                        | Zoey 101    | Nominalizare |
| 2007 | Kids' Choice Awards Germania          | Cea mai bună actriță TV                                                        | Zoey 101    | Câștigat     |
| 2007 | Nickelodeon UK Kids' Choice Awards⁠(d) | Cea mai bună actriță TV                                                        | Zoey 101    | Nominalizare |
| 2007 | Young Artist Awards                   | Cea mai bună actriță TV                                                        | Zoey 101    | Nominalizare |
| 2007 | Young Artist Awards                   | Cea mai bună interpretare într-un serial TV (împreună cu întreaga distribuție) | Zoey 101    | Câștigat     |
| 2008 | Nickelodeon Kids' Choice Awards       | Cea mai bună actriță TV                                                        | Zoey 101    | Nominalizare |
| 2008 | Young Artist Awards                   | Cea mai bună actriță TV                                                        | Zoey 101    | Nominalizare |
| 2008 | Young Artist Awards                   | Cea mai bună interpretare într-un serial TV (împreună cu întreaga distribuție) | Zoey 101    | Nominalizare |

## Lucrări publicate
- Spears, Jamie Lynn: Things I Should Have Said, Worthy Publishing, 18 ianuarie 2022.[48]